# With a Little Help from My Friends

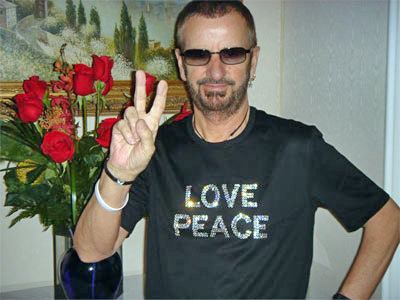
Ringo Starr va ser l'intèrpret per a qui es va fer aquesta cançó

«With a Little Help from My Friends» (títol original: A Little Help from My Friends; en català: Amb un petit ajut dels meus amics), és una cançó escrita principalment per John Lennon amb la col·laboració de Paul McCartney, produïda per George Martin i acreditada com John Lennon-Paul McCartney. Forma part de l'album de The Beatles Sgt. Pepper's Lonely Hearts Club Band, de l'any 1967. Va ser pensada perquè fos cantada pel bateria Ringo Starr com el personatge Billy Shears.
Aquesta cançó va ser tres vegades número 1 en els registres musicals britànics per a singles i es va situar en el lloc 311 a la llista de "Les 500 millors cançons de tots els temps" segons la revista Rolling Stone.

## Origen
Lennon i McCartney van acabar d'escriure aquesta cançó a mitjans de març de 1967. Hi ha una certa confusió sobre quin va ser realment el paper de cadascun dels dos per elaborar aquesta cançó
Lennon i McCartney de forma deliberada van escriure la canço amb un rang curt de melodia -excepte la darrera nota- perquè Ringo Starr pogués cantar-la còmodament. Starr va insistir a canviar la primera línia que originàriament era "What would you think if I sang out of tune? Would you throw ripe tomatoes at me?", per evitar que en sentrir-la els seus fans li llancessin tomàquets.
Aquesta cançó parcialment pren la forma d'una conversa, en la qual els tres altres Beatles canten una pregunta: "Would you believe in a love at first sight?" i Starr contesta, "Yes, I'm certain that it happens all the time."

## Cover versions
Com a mínim hi ha 50 cover versions d'aquesta cançó i ha aconseguit la primera posició en els registres dels singles britànics tres vegades: per Joe Cocker el 1968, Wet Wet Wet el 1988 i per Sam & Mark el 2004.

### Versió de Joe Cocker
La versió de Joe Cocker de "With a Little Help from My Friends" va ser una reorganització radical de l'original, en un lent, compàs 6/8 i amb diferents acords en el pont (middle eight) i una llarga introducció instrumental (amb bateria per BJ Wilson, de Procol Harum, línies de guitarra de Jimmy Page, i l'òrgan de Tommy Eyre). Cocker va interpretar aquesta cançó en el  Woodstock el 1969 i es va incloure al documental  Woodstock. Aquesta versió va ser utilitzada com la cançó d'obertura de la sèrie de televisió The Wonder Years. L'any 2001, la versió de Cocker d'aquesta cançó va ser inclosa al Grammy Hall of Fame.